# Emil Münch
Emil Münch (* 20. Mai 1891 in Riedlingen; † 15. Mai 1961 in Tettnang) war ein deutscher Kommunalpolitiker.
Ab 1930 war er zunächst als Gewerbeschulrat und von 1934 bis 1947 stellvertretender Schulleiter an der Berufsschule in Friedrichshafen tätig. Zwischenzeitlich leistete er von 1939 bis 1945 Militärdienst, zuletzt als Major der Reserve beim Wehrbezirkskommando in Schwäbisch Gmünd.
1947 wurde er auf Vorschlag der Parteien und Gewerkschaften gegen den Willen des Landesdirektoriums für die französische Besatzungszone vom Militärgouverneur zum Landrat im Landkreis Tettnang ernannt und trat am 10. Januar 1957 in den Ruhestand. In seine Amtszeit fielen der Wiederaufbau der durch den Krieg fast völlig zerstörten Stadt Friedrichshafen, die Unterbringung und Ansiedlung vieler Heimatvertriebener und Flüchtlinge sowie der Aufbau des beruflichen Schulwesens.
1958 wurde ihm das Bundesverdienstkreuz 1. Klasse verliehen.